# Eberhard Lippmann (Fußballspieler)

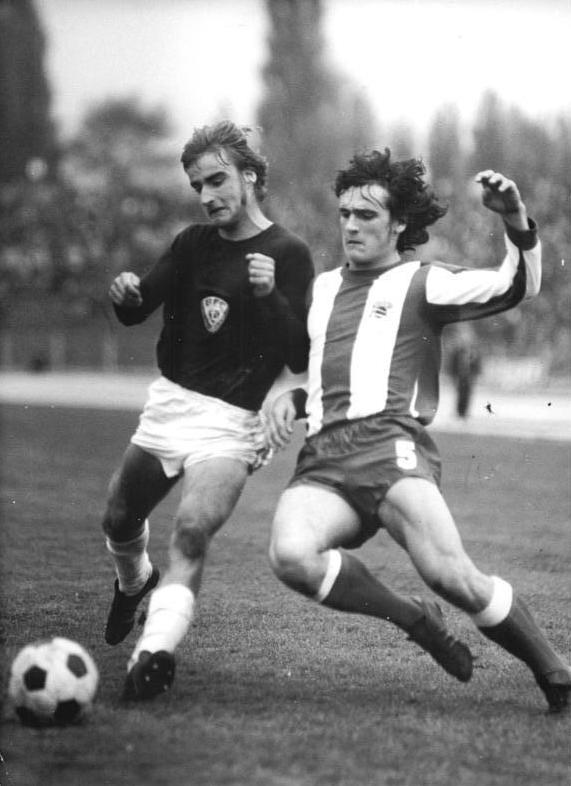
Eberhard Lippmann (rechts) mit Roland Jüngling (1975)

Eberhard Lippmann (* 21. September 1952) ist ein ehemaliger deutscher Fußballspieler. Für die BSG Stahl Riesa und die BSG Chemie Böhlen spielte er in der DDR-Oberliga, der höchsten Spielklasse im DDR-Fußball.

## Sportliche Laufbahn
Als 18-Jähriger begann Eberhard Lippmann während der Saison 1970/71 seine Laufbahn im höherklassigen Fußball in der 2. Mannschaft von Dynamo Dresden, die in der zweitklassigen DDR-Liga spielte. In der über 30 Runden laufenden Spielzeit wurde er in acht Punktspielen eingesetzt und erzielte dabei ein Tor. Bereits in der folgenden Saison 1971/72 gehörte er zum erweiterten Spielerstamm. Nach einer Aufstockung der DDR-Liga auf fünf Staffeln, wurden in der Staffel D nur noch 20 Spiele ausgetragen, von denen Lippmann 15 Begegnungen bestritt. Mit seinen sechs Toren wurde er dabei Torschützenkönig seiner Mannschaft. 1972/73 wurde er mit der 2. Mannschaft Staffelsieger, da diese nicht aufstiegsberechtigt war, nahm sie aber nicht an der Aufstiegsrunde zur DDR-Oberliga teil. Am Staffelsieg war Lippmann mit 14 Ligaspielen und fünf Toren beteiligt gewesen. Zur Saison 1973/74 wechselte er zum Oberligaaufsteiger Stahl Riesa. Dort wurde er als Abwehrspieler eingesetzt und kam auf 17 Punktspiele. In den anschließenden drei Oberligaspielzeiten war Lippmann als Stammspieler gesetzt und kam in den 78 Punktspielen auf 67 Einsätze. 1977 musste Riesa wieder aus der Oberliga absteigen, schaffte aber sofort den Wiederaufstieg. In den 22 DDR-Ligaspielen 1977/78 spielte Lippmann 20-mal und wurde, zum Stürmer umfunktioniert, mit 14 Toren nach 1972 zum zweiten Mal Torschützenkönig. Er bestritt auch alle acht Aufstiegsspiele und wurde mit sieben Treffern auch bester Schütze der Aufstiegsrunde. Seine Torgefährlichkeit nahm er in die folgende Oberligasaison 1978/79 mit. In seinen 24 Punktspieleinsätzen erzielte er zehn Tore und war damit wieder bester Schütze der Riesaer. Das wiederholte er noch einmal 1979/80, wobei ihm bei 24 Oberligaspielen diesmal sechs Tore reichten. Nach der Spielzeit 1980/81 musste die BSG Stahl erneut absteigen. Lippmann fehlte bei sechs Punktspielen und kam nur noch auf fünf Tore. Die Ligasaison 1981/82 verlief sowohl für Stahl Riesa als auch für Lippmann unbefriedigend. Die Mannschaft wurde zwar Staffelsieger, verpasste aber mit Platz vier in der Aufstiegsrunde die Rückkehr in die Oberliga. Lippmann konnte fast die gesamte Spielzeit nicht eingesetzt werden und kam nur auf sieben Ligaspiele. Auch mit seinen sieben Einsätzen in der Aufstiegsrunde konnte er der Mannschaft nicht mehr helfen. Daraufhin verließ er Stahl Riesa und schloss sich dem Oberligaaufsteiger Chemie Böhlen an. Auch dort wurde er 1982/83 wieder als Stürmer eingesetzt, kam aber in seinen 19 Oberligaspielen lediglich auf zwei Tore. Da Böhlen nicht den Klassenerhalt schaffte, spielte Lippmann 1983/84 mit der BSG Chemie wieder in der DDR-Liga. Als 31-Jähriger bestritt er seine letzte Saison im höherklassigen Fußball. Dabei lief er noch einmal zu alter Stärke auf, er fehlte nur bei einem der 22 Punktspiele und war mit sechs Treffern erfolgreich. Nachdem Böhlen als Tabellenzweiter den Wiederaufstieg verpasst hatte, beendete Lippmann seine Laufbahn als Leistungssportler, machte aber mit der 2. Mannschaft von Chemie Böhlen noch als Freizeitfußballer weiter. Er konnte auf 171 Oberligaeinsätze mit 31 Toren und auf 86 DDR-Ligaspiele mit 34 Toren sowie auf die Teilnahme an 15 Oberliga-Aufstiegsspiele und neun Tore zurückblicken.